# ألكسندر هال (سياسي)
ألكسندر يان هال (بالبولندية: Aleksander Jan Hall)‏ هو مؤرخ وصحفي وسياسي بولندي، ولد في 20 مايو 1953 في غدانسك في بولندا. حزبياً، نشط في حركة تضامن وSolidarity Electoral Action ‏ وحزب المنصة المدنية. وقد انتخب وزير بدون حقيبة وزارية (12 سبتمبر 1989 – 12 أكتوبر 1990) وانتخب عضو سيم ‏ (1997 – 2001) وانتخب عضو سيم ‏ (1991 – 1993).